# Pattinaggio artistico a rotelle ai II World Skate Games
Le competizioni di pattinaggio artistico a rotelle ai II World Skate Games si sono svolte dal 2 al 14 luglio 2019 a Barcellona, in Spagna

## Podi

### Senior

#### Uomini Senior
| Evento             | Oro                 | Argento                 | Bronzo                   |
| Figure             | Davide Arminchiardi | Felipe Augusto Werle    | Aaron Wunder             |
| Pattinaggio libero | Luca Lucaroni       | Pere Marsinyach Torrico | Sergio Canales Rodriguez |
| Solo dance         | Daniel Morandin     | Mattia Qualizza         | Pedro Monteiro Walgode   |
| Inline             | Chen Yi-Fan         | Chien Hubg-Yu           | Antonio Panfili          |

#### Donne Senior
| Evento             | Oro              | Argento                   | Bronzo             |
| Figure             | Chiara Trentini  | Elettra Signorini         | Elena Donadelli    |
| Pattinaggio libero | Rebecca Tarlazzi | Letizia Ghiroldi          | Carla Escrich Sole |
| Solo dance         | Silvia Stibilj   | Ana Luisa Monteiro Wagode | Anna Remondini     |
| Inline             | Chiara Censori   | Anastasia Nosova          | Metka Kuk          |

#### Misto Senior
| Evento         | Oro      | Argento    | Bronzo     |
| Coppia         | Italia   | Italia     | Portogallo |
| Danza          | Italia   | Portogallo | Italia     |
| Precisione     | Germania | Argentina  | Italia     |
| Piccoli gruppi | Spagna   | Spagna     | Italia     |
| Grandi gruppi  | Spagna   | Spagna     | Italia     |
| Quartetti      | Italia   | Italia     | Portogallo |

### Junior

#### Uomini Junior
| Evento             | Oro               | Argento                | Bronzo            |
| Figure             | Mirco Schiavoni   | Luca Innocenti         | Facundo Fina      |
| Pattinaggio libero | Paul Garcia Domec | Diego Antonio Craviero | Ivan Perez Mangas |
| Solo dance         | Ernesto Silva     | Giorgio Casella        | Raoul Allegranti  |
| Inline             | Abhijith Amal Raj | Fan Yung-Chen          | Liao Yen-Wei      |

#### Donne Junior
| Evento             | Oro               | Argento                  | Bronzo                |
| Figure             | Gioia Belloni     | Sara Behlen              | Alessia Donadelli     |
| Pattinaggio libero | Rebecca Vizzoni   | Yenè Corinna Solo Bonati | Daria Alexandra Matei |
| Solo dance         | Gabriella Giraldi | Maria Sophia Veiluva     | Asya Sofia Testoni    |
| Inline             | Anna Semisynova   | Josefina Delgado         | Manuela Ruiz          |

#### Misto Junior
| Evento | Oro      | Argento | Bronzo     |
| Coppia | Italia   | Italia  | Portogallo |
| Danza  | Germania | Italia  | Portogallo |